# Serra Mitjana (Esterri de Cardós)
La Serra Mitjana és una serra situada entre els municipis d'Esterri de Cardós i de la Vall de Cardós a la comarca del Pallars Sobirà, amb una elevació màxima de 1.866 metres.